# Hells Angels

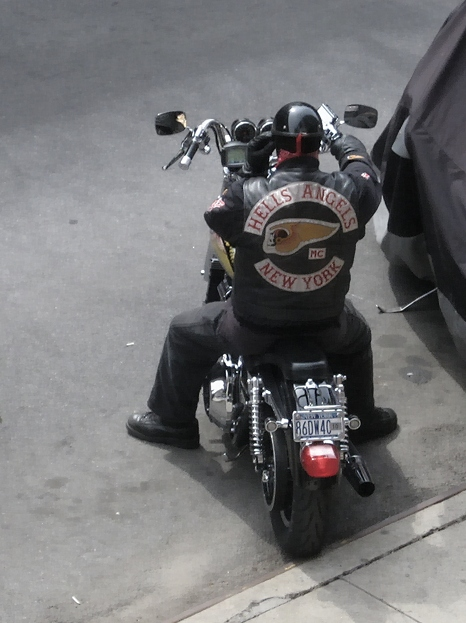
Ein Mitglied des New Yorker Charters auf einer Harley-Davidson

Der Hells Angels Motorcycle Club (HAMC) ist ein Motorrad- und Rockerclub, dessen Mitglieder sich Hells Angels nennen und typischerweise Harley-Davidson-Motorräder fahren. Er wurde 1948 gegründet und ist zurzeit in 32 Ländern mit sogenannten Charters (Orts- oder Landesclubs) vertreten. National und international wird der Club seit Jahrzehnten regelmäßig durch Behörden und Medien mit verschiedenen Straftaten in Verbindung gebracht, und es kam weltweit immer wieder zu Verurteilungen einzelner Mitglieder z. B. aufgrund von Gewalt- und Drogendelikten, Delikten gegen die sexuelle Selbstbestimmung und Schutzgelderpressungen sowie zu Verboten ganzer Charter. In den Niederlanden ist jede Aktivität des Clubs verboten.

## Geschichte

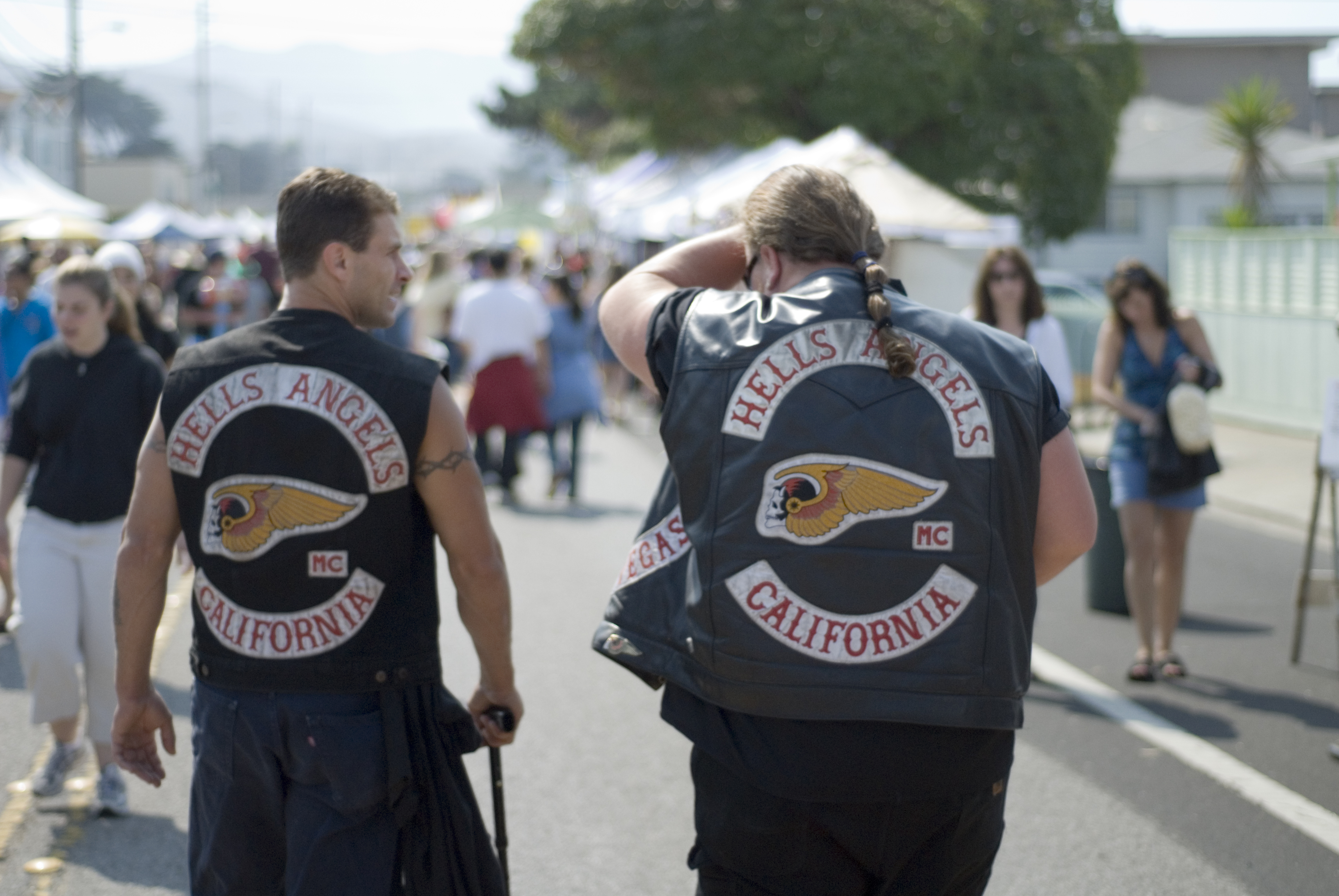
Mitglieder des kalifornischen Charters mit typischen Lederkutten

Der Club wurde am 17. März 1948 in den USA in Fontana (San Bernardino County, Kalifornien) gegründet. Unter der Führung von Ralph „Sonny“ Barger schlossen sich ab 1. April 1957 im kalifornischen Oakland weitere Clubs unter diesem Namen zusammen. Im Verlauf der 1960er Jahre dehnte sich die Gruppe zunächst über die USA, den amerikanischen Kontinent und danach auch auf andere Länder aus.
Im Jahr 1969 gerieten die (kalifornischen) Hells Angels, deren britische Vertreter bei dem Konzert der Rolling Stones im Londoner Hyde Park bereits als Sicherheitskräfte mitwirkten, in die Schlagzeilen, als sie bei einem Konzert der Band The Rolling Stones auf dem nordkalifornischen Altamont Speedway, dem Altamont Free Concert, als – einem Vorschlag Rock Scullys, dem Manager der Band Grateful Dead folgend – von Mick Jagger angeheuerte Ordner fungierten. Der 18-jährige Zuschauer Meredith Hunter wurde direkt vor der Bühne von einem Mitglied erstochen, nachdem er unter Drogeneinfluss eine Schusswaffe gezogen hatte und auf die Rolling Stones gezielt hatte. Das Gericht erkannte auf Notwehr und sprach den Ordner frei.
Als erste Hells Angels in Europa wurde das Charter London am 30. Juli 1969 aufgenommen. Die erste Hells-Angels-Gruppe auf dem europäischen Festland entstand in der Schweiz. Sie erhielt die Lizenz Ende 1970; als ihr Gründer gilt Martin „Tino“ Schippert. Im norddeutschen Raum formierte sich Ende der 1960er Jahre unter dem Namen „Bloody Devils“ eine Rocker-Gruppe; sie gründete am 16. März 1973 die erste Gebietsvertretung in Deutschland in Hamburg (siehe Hells Angels Deutschland).
In großem Stil trat der Club in Deutschland im November 1999 durch den Übertritt („patchover“) des bis dahin bedeutendsten deutschen Motorradclubs, der „Bones“, massiv in Erscheinung. Davor gab es Charter (Untergruppierungen) in Hamburg, Stuttgart, Kiel und Berlin.
Das erste Hells Angels Charter Österreichs wurde 1975 in Vorarlberg gegründet. In den Folgejahren wurden dann die Charter Wien, Kärnten, Tirol, Steiermark und die Nomads in Oberösterreich gegründet.
Die Hells Angels basieren nach ihren eigenen Angaben auf vier Werten: Ehrlichkeit, Zuverlässigkeit, Respekt und Freiheit.

## Der Club

### Name und Symbole

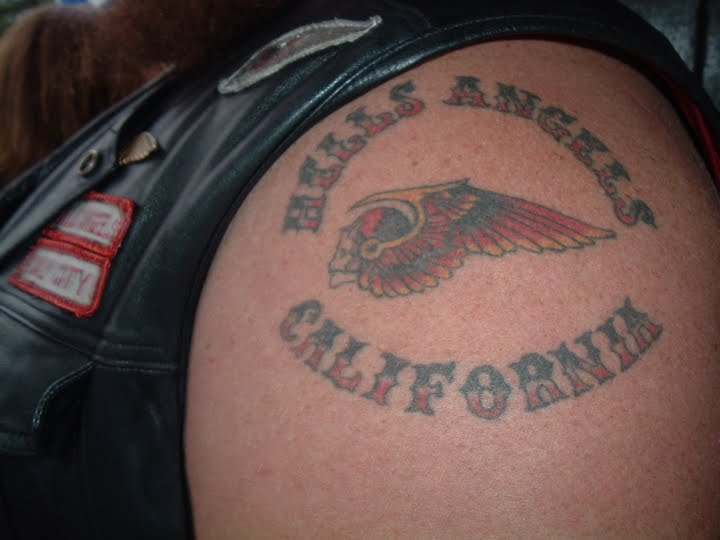
Clubnamen und Death’s-head-Emblem als Tätowierung

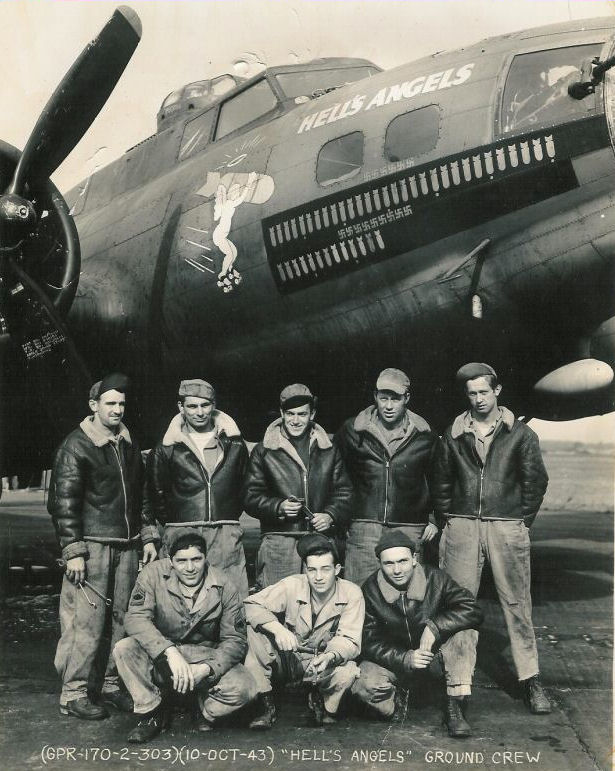
Diese B-17 (Nr. 41-24577) gehörte zur 358th Bombardment Squadron der 303rd Bombardment Group („Hell's Angels“) und wurde am 13. Mai 1943 auf dem Stützpunkt RAF Molesworth in Großbritannien aufgenommen. Sie absolvierte als erste B-17 der 8. US-Luftflotte 25 Einsätze und kehrte am 20. Januar 1944 nach insgesamt 48 Einsätzen für eine Publicity Tour in die USA zurück.

Der Name geht auf einen Film von Howard Hughes von 1930 zurück, der unter dem Titel Hell’s Angels die Erlebnisse von Kampffliegern der britischen Royal Flying Corps im Ersten Weltkrieg behandelte. In Deutschland hatte der Film 1986 Fernsehpremiere unter dem Titel Höllenflieger. Während des Zweiten Weltkriegs nannte eine Bomberstaffel der USAAF sich nach dem durch den Filmtitel geprägten Begriff ebenfalls Hell’s Angels; dies war auch der Name von mindestens einem B-17F Flying Fortress-Bomber (Boeing B-17F-25-BO “Hell’s Angels” Seriennummer #41-24577).
Der wenige Jahre nach Kriegsende gegründete, erste Club in Fontana übernahm dann den Begriff in der abweichenden Schreibweise Hells Angels, das heißt ohne Apostroph. Der Hells Angels MC stellt auf seiner offiziellen Webseite klar, dass kein Angehöriger der 358th Bombardment Squadron der 303rd Bombardment Group (Hell’s Angels) und auch kein Angehöriger einer der verschiedenen anderen militärischen Fliegereinheiten, die den Namen Hell’s Angels angenommen haben, je Mitglied des Hells Angels MC geworden sei. Die einzige Verbindung zwischen dem Hells Angels MC und einer militärischen Einheit gleichen Namens sei Arvid Olsen. Von ihm stamme die Anregung für die Benennung des Motorradclubs als „Hells Angels“. Arvid Olsen habe der Fliegerstaffel Flying Tigers angehört und sei mit einigen Gründungsmitgliedern des Hells Angels MC befreundet gewesen, sei jedoch selbst nie Mitglied geworden.
Die Clubmitglieder tragen heute in der Regel eine (ärmellose) Kutte aus Jeansstoff oder Leder, die mit Backpatches versehen sind; teils werden auch Lederjacken mit Backpatches getragen. Die typischen Backpatch-Insignien der Hells Angels bestehen aus Schriftzügen mit dem Clubnamen Hells Angels, der Abkürzung MC für Motorcycle Club und dem Namen des jeweiligen Landes- oder Orts-Charters sowie aus dem Hells-Angels-Emblem, einem Totenkopf mit Helm und Flügeln.
Das Emblem wird auch als Death’s head (dt. Totenkopf) bezeichnet. Die Schriftzüge sind stets in den Clubfarben „rot auf weiß“ gehalten, das heißt als rote Schrift auf weißem Untergrund. Als Schriftart wird einheitlich die Schrift Hessian Regular (mit Ausnahme des Schriftzugs „MC“) verwendet, und die Schriftzüge werden grundsätzlich nur in Großbuchstaben ausgeführt.
Das Backpatch-Emblem Death’s head und der Name Hells Angels sind markenrechtlich geschützt. Außerdem legen der Club und seine Mitglieder Wert darauf, dass diese Kennzeichen nur von Clubmitgliedern und nur innerhalb des Clubs benutzt werden. Deshalb gibt es eine Reihe von Umschreibungen für den Clubnamen. Gleichbedeutend sind zum Beispiel 81, wobei 8 und 1 für H und A (nach der jeweiligen Position im Alphabet), also die Initialen des Clubs, stehen. Andere Schriftzüge sind Big Red Machine und Red & White (nach den Clubfarben). Oft finden sich die Buchstaben AFFA, die Angels Forever, Forever Angels bedeuten.

### Weltweite Charter
Zurzeit sind die Hells Angels in folgenden Ländern vertreten:
Albanien, 
Argentinien, 
Australien, 
Belgien, 
Brasilien, 
Chile, 
Dänemark, 
Deutschland, 
Dominikanische Republik, 
England, 
Estland, 
Finnland, 
Frankreich, 
Griechenland, 
Irland, 
Island, 
Italien, 
Japan,
Kanada, 
Karibik, 
Kroatien, 
Lettland, 
Liechtenstein, 
Litauen, 
Luxemburg, 
Malta, 
Neuseeland, 
Niederlande, 
Nordirland, 
Norwegen, 
Österreich, 
Polen, 
Portugal, 
Rumänien, 
Russland, 
Schweden, 
Schweiz, 
Serbien, 
Slowakei, 
Slowenien, 
Spanien, 
Südafrika, 
Thailand, 
Tschechien (Böhmen), 
Türkei, 
USA, 
Ukraine,
Ungarn und
Wales.
Bulgarien, Uruguay, Peru, Bosnien & Herzegowina, Ecuador und Namibia werden gegenwärtig im Anwärterstatus als sogenannte „Prospect-Charters“, Venezuela als sogenannter „Hangaround-Charter“ geführt.

### Strukturen
Die Strukturen eines jeden Charters gliedern sich wie folgt:
1. President – Leitung des Charters
2. Vice President – Stellvertreter des Presidents
3. Secretary – Verwaltung
4. Sergeant at Arms – zuständig für die Disziplin im Club
5. Treasurer – Schatzmeister
6. Road Captain – Organisation der Motorradkonvois
7. Member – Mitglied
8. Prospect – Anwärter auf den Memberstatus
9. Hangaround – Anwärter auf den Prospectstatus
10. Supporter – Unterstützung eines Charters, kein Mitglied

Vereinshäuser der Hells Angels
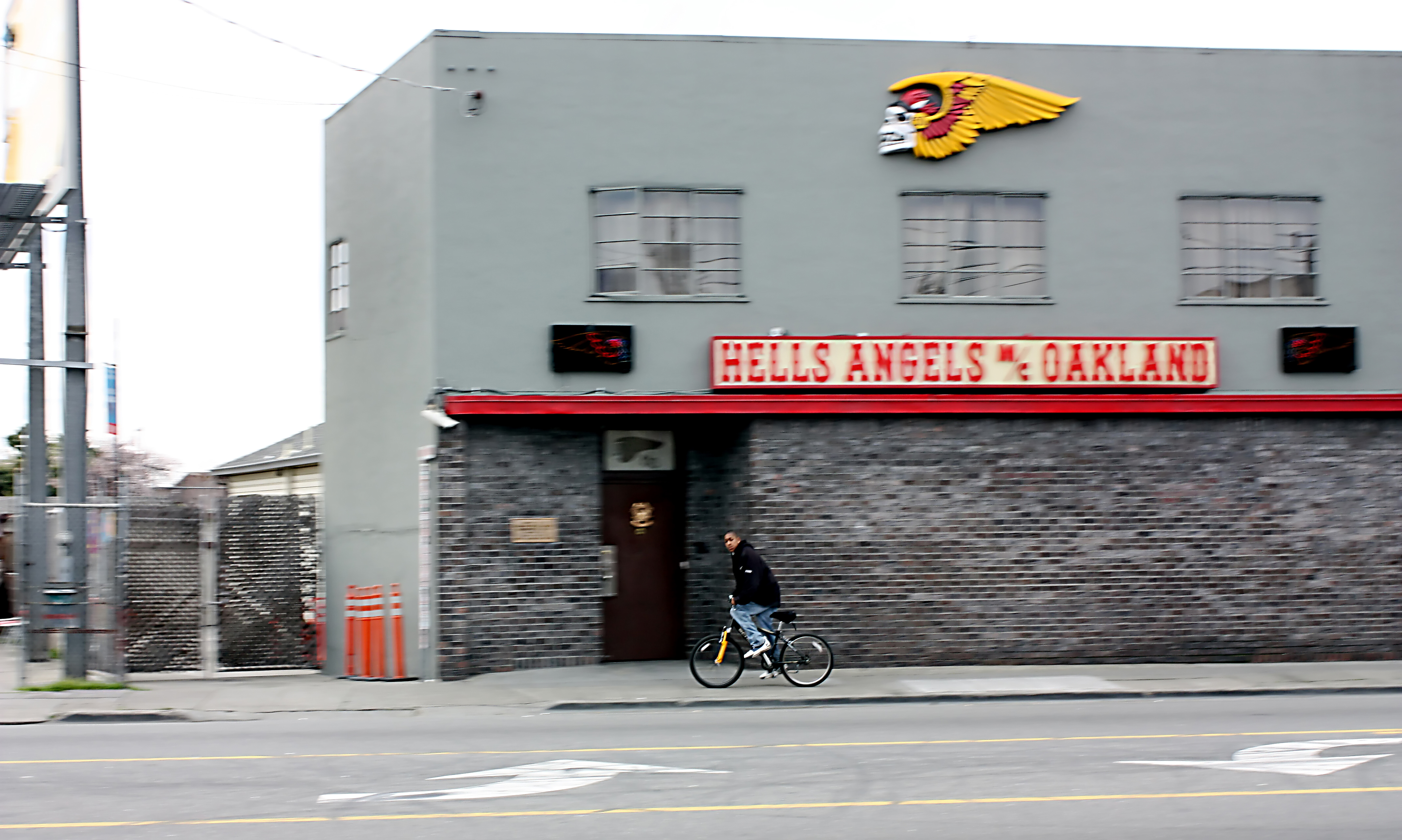
Oakland, Kalifornien
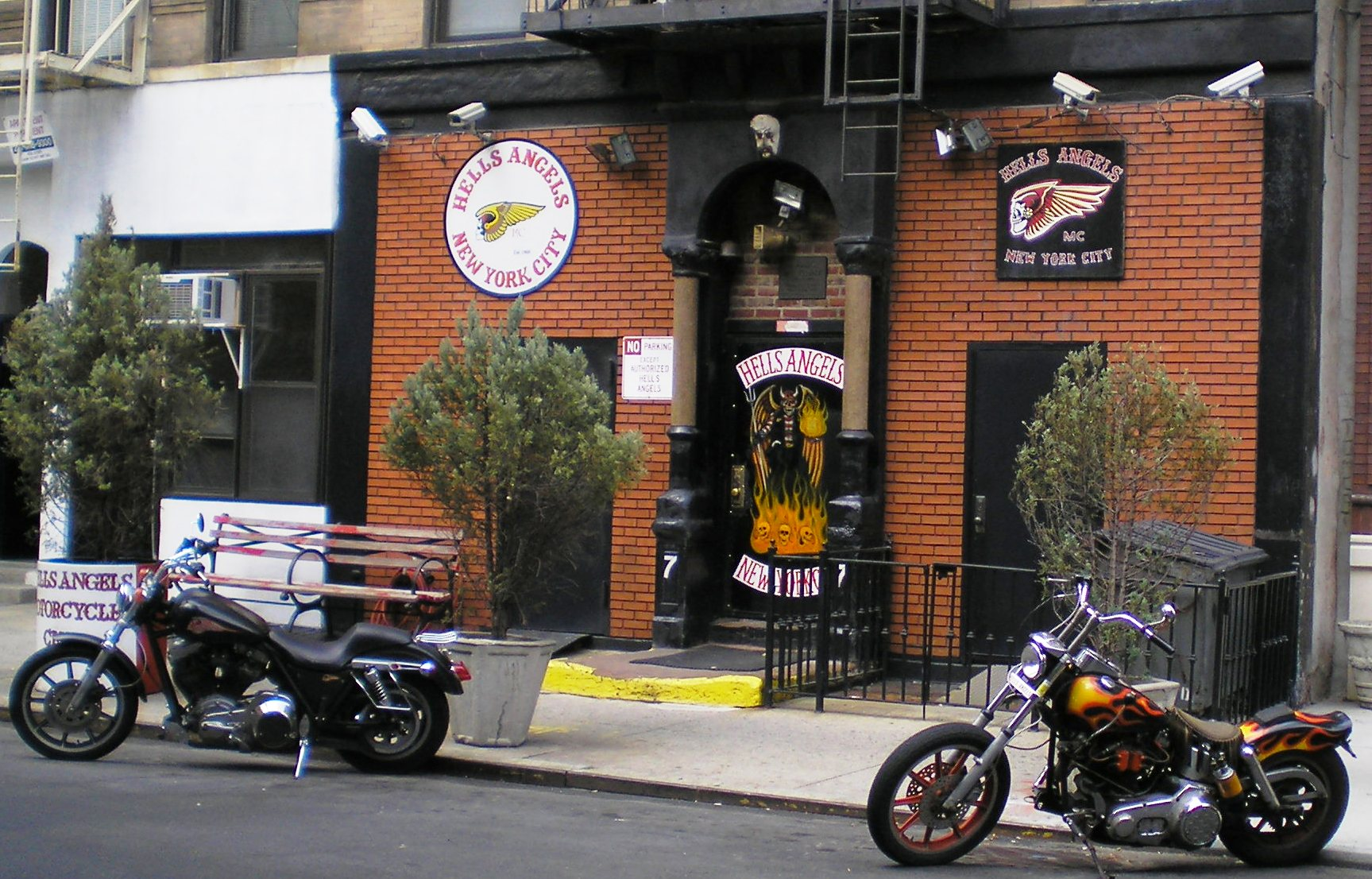
New York City
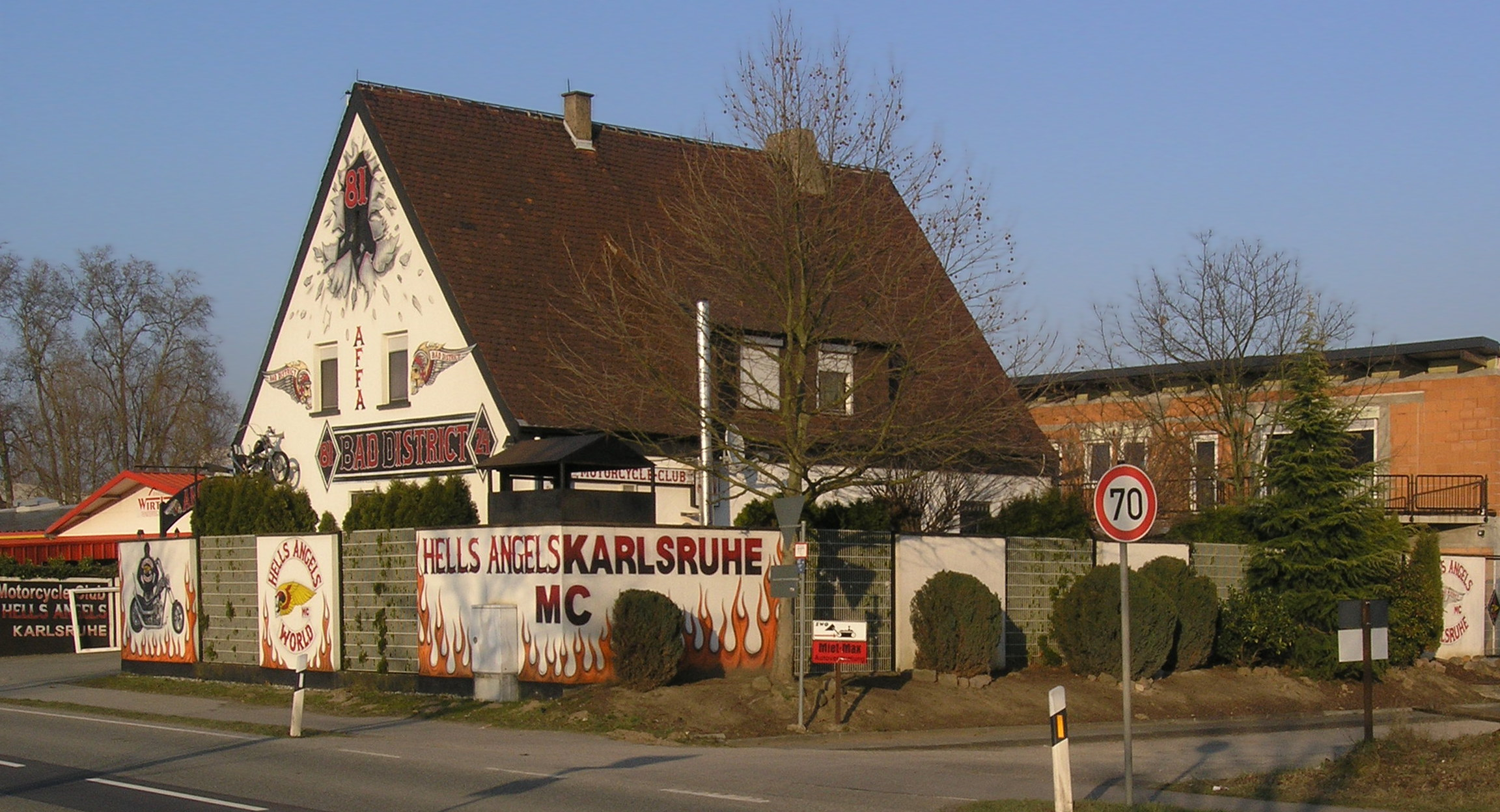
Waghäusel (Charter Karlsruhe)

### Soziologische Zuordnung
Die Hells-Angels-Bewegung ist aus soziologischer und kriminologischer Sicht einer Subkultur zuzuordnen. Es handelt sich um eine geschlossene Personengruppe, die gegenüber der dominierenden Kultur unterschiedliche und differenzierte Normen und Werte aufweist. Subkulturen bilden sich insbesondere als Reaktion eines Kollektivs aufgrund von Anpassungsproblemen in Kombination mit einer ungleichen gesellschaftlichen Lage.

### Veranstaltungen der Hells Angels
Eine Party über ein ganzes Wochenende, der sogenannte „World Run“, findet seit 1979 jährlich in einem Land statt, in dem die Hells Angels vertreten sind. Es dürfen nur Mitglieder der Hells Angels sowie „Prospects“ und „Hangarounds“ teilnehmen, andere Personen nur auf ausdrückliche Einladung.
Zu den bekanntesten öffentlichen Hells-Angels-Veranstaltungen gehört der „Bulldog Bash“ der Hells Angels England. Dieser findet jedes Jahr Anfang August in Stratford-upon-Avon in der englischen Grafschaft Warwickshire statt.

## Nähe zur Kriminalität

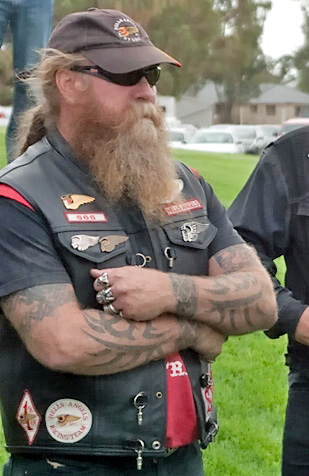
Mitglied des australischen Charters

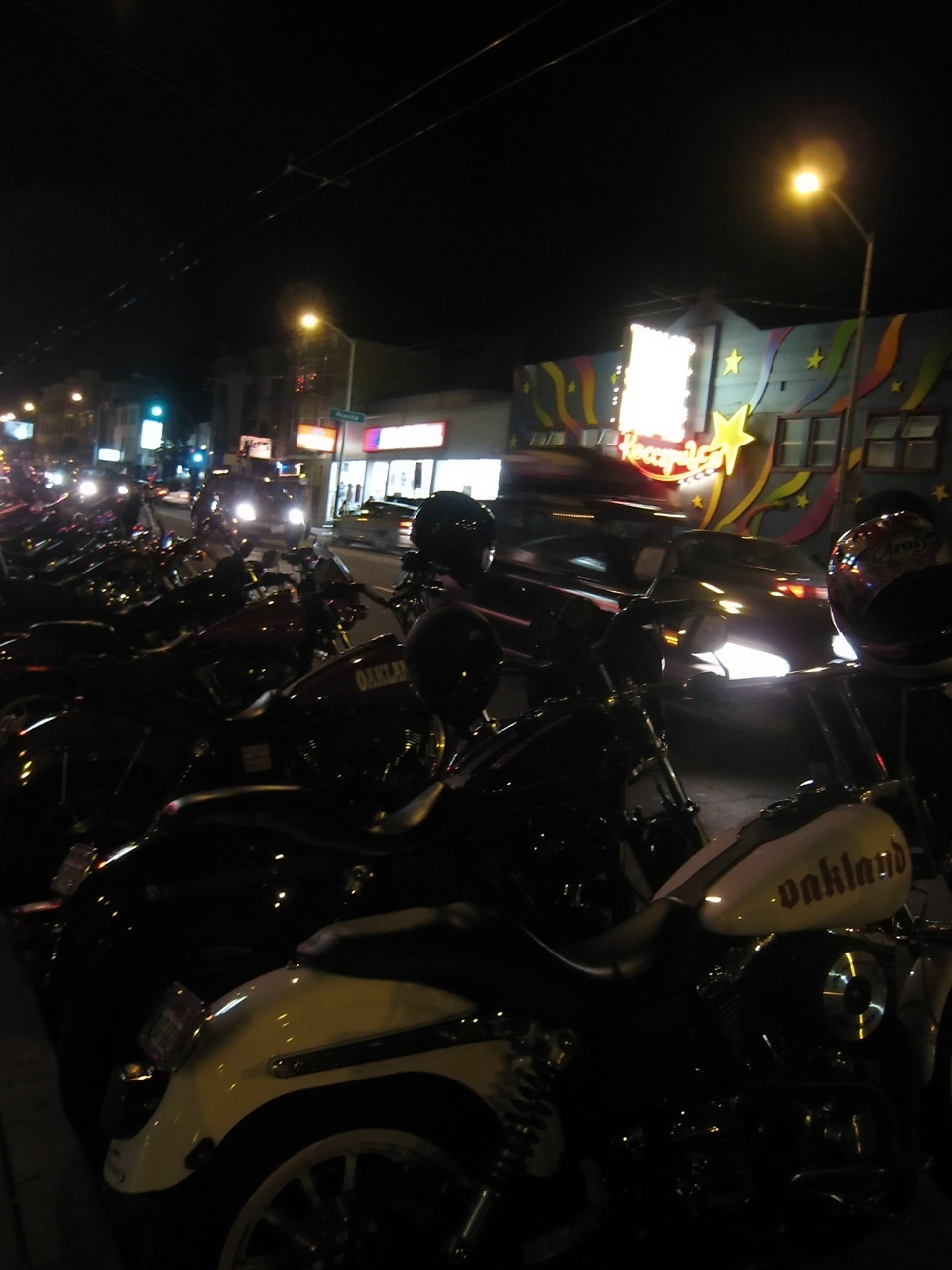
Geparkte Motorräder von Hells-Angels-Mitgliedern in einem Vergnügungsviertel in San Francisco

### Vorfälle in Europa
In Skandinavien lieferten sich in den 1990er Jahren die Hells Angels mit den Bandidos einen Rockerkrieg mit vielen Toten. Der mörderische Konkurrenzkampf um Drogen- und Waffenhandel und Zuhälterei wurde mit Handgranaten, Maschinenpistolen und Granatwerfern ausgetragen. 1996 wurde der Vizepräsident der Bandidos in Helsinki ermordet. Die Bandenkriege setzten sich fort, so kam es im Mai 2007 zu einer Messerstecherei zwischen einem Bandido und fünf Hells Angels.
Im Dezember 2007 löste die katalanische Polizei wegen Drogen- und Waffenhandel sowie Erpressung das Charter Barcelona auf. Das sichergestellte Material enthielt auch eine Hakenkreuzflagge.
Der Hannoveraner Frank Hanebuth wurde im Juli 2013 auf Mallorca zusammen mit 20 weiteren Hells-Angels-Mitgliedern festgenommen. Als Kopf des Hells-Angels-Charters „Spain“ werden ihm unter anderem Bildung einer kriminellen Vereinigung, Förderung illegaler Prostitution, Drogenhandel und Geldwäsche vorgeworfen. Hanebuth hatte mehrere Bordelle erworben. Berichtet wird auch über die Misshandlung von Prostituierten.
Ende Mai 2019 verbot ein Gericht alle Aktivitäten der Hells Angels in den Niederlanden. Das Verbot gilt nicht nur für den niederländischen Ableger des Klubs, auch die weltweite Organisation darf nicht mehr in den Niederlanden aktiv sein. Die Organisation stelle eine Gefahr für die öffentliche Ordnung dar, so das Gericht.
Im Oktober 2023 wurden vom Sondereinsatzkommando Cobra im Vereinslokal der Hells Angels im Bezirk Ried im Innkreis in Österreich zwei Festnahmen von Mitgliedern aufgrund des Verdachts auf gefährliche Drohung und mögliche Schutzgelderpressung durchgeführt. Außerdem fanden mehrere Hausdurchsuchungen im Bundesgebiet statt.

### Vorfälle in Deutschland
Das erste deutsche Charter der Hells Angels gründete sich in den 1970er Jahren in Hamburg und war lange Zeit in St. Pauli und auf der Sternschanze aktiv. Am 11. August 1983 beendete der damalige Innensenator Alfons Pawelczyk (SPD) das Treiben der Hells Angels, die sich mittlerweile auch als Bordellbetreiber in Hamburg etabliert hatten. 500 Polizeibeamte stürmten das Vereinshaus Angels Place auf der Sternschanze. Unter anderem wurden mehrere Mitglieder der höheren Angels-Hierarchie angeklagt, 1980 an der brutalen Tötung eines Discobetreibers auf Sylt beteiligt gewesen zu sein. Dieses Verfahren führte 1986 zu Haftstrafen von sechs Monaten auf Bewährung bis zu sieben Jahren gegen 13 betroffene Mitglieder der Bande und zum Verbot des Hamburger Charters sowie seiner Symbole. Das Verbot konnte nur aufgrund des Vereinsgesetzes durchgesetzt werden, weil das Hamburger Charter als e. V. registriert war. Für ein Verbot gemäß § 129 StGB (Bildung einer kriminellen Vereinigung) konnten keine hinreichenden Beweise erbracht werden. Das Verbot des Vereins wurde 1988 durch das Bundesverwaltungsgericht bestätigt. Es gibt heute in Hamburg wieder ein Hells Angels Charter („Harbor City“). Das Tragen seiner Symbole war bis 2012 verboten; im März 2012 entschied ein Hamburger Amtsrichter, dass die Symbole wieder offen getragen werden dürfen. Das Landgericht Hamburg hob dieses Urteil auf; die Revision des Angeklagten vor dem OLG Hamburg scheiterte.
Nach dem Übertritt aller „Charter“ sowie damit verbunden von ca. 250 der 497 Mitglieder des damals größten deutschen Motorradclubs Bones wurde das Hannoversche Bones-Charter mit seinem Präsidenten Frank Hanebuth unter dem Emblem der Hells Angels auf dem Hamburger Kiez (= Rotlichtviertel) aktiv und übernahm die Macht in zahlreichen Bordellen, unter anderem im „Laufhaus“ und im „Pascha“ auf der Reeperbahn. Einige Frauen wurden angeblich von Hells Angels misshandelt und mit Gewalt zur Prostitution gezwungen. Nachdem ein führendes Angels-Mitglied eine Frau verprügelt hatte, zeigte sie ihn bei der Polizei an. Bei einer Großrazzia mit 400 Polizisten am 1. November 2000 wurde die neue Führungsriege der Vereinigung verhaftet.
Helmut „Miko“ Mikolajek, Führungsfigur der Karlsruher Hells Angels, ein 42-jähriger Bordellbesitzer und stadtbekannte Rotlichtgröße in Karlsruhe, wurde im Januar 2004 in einem Café der Innenstadt am helllichten Tag erschossen. Zuvor war im Dezember 2003 ein auf ihn verübtes Bombenattentat wegen eines Wackelkontaktes im Sprengsatz gescheitert. Hintergrund der Tat waren Auseinandersetzungen um offene Geldforderungen im Rotlichtmilieu.
Ganz anders als in Hannover, Hamburg oder Karlsruhe präsentieren sich (Stand 2006) die Stuttgarter Hells Angels. Diese sind nach dem Verbot der Hamburger Gruppe 1986 das derzeit älteste bestehende deutsche Hells Angels Charter. Präsident Lutz Schelhorn ist im Hauptberuf Fotograf und organisiert in Stuttgart beispielsweise Ausstellungen und Führungen zum Thema Deportation von Mitbürgern während der Nazizeit.
Nach vorangegangenen Auseinandersetzungen zwischen Hells Angels und Bandidos in Bremen kam es am 23. Mai 2007 in Ibbenbüren (Münsterland) zur Ermordung des 47-jährigen Hells-Angels-Mitglieds Robert König, eines Motorradhändlers aus dem Ortsteil Laggenbeck. „Robert 81“ war „Road Captain“ des Bremer Hells Angels Charters, lebte aber außerhalb dieser Region in der Osnabrücker Gegend, in der die Vormachtstellung vom verfeindeten Club des „Bandidos-MC“ beansprucht wird. Der Prozess gegen zwei tatverdächtige Bandidos-Mitglieder wurde am 17. Dezember 2007 am Landgericht Münster eröffnet. Heino B., 48, und Thomas K., 36, wurden wegen gemeinschaftlichen Mordes angeklagt. Rund um den Prozessauftakt kam es in Münster zu einer Auseinandersetzung zwischen Mitgliedern beider Clubs, bei denen ein Mitglied der Bandidos verletzt wurde. Der Prozess wurde von starken Sicherheitsmaßnahmen begleitet. Am 10. Juni 2008 wurden die beiden Angeklagten der Bandidos jeweils zu lebenslanger Haft wegen gemeinschaftlichen Mordes an dem Hells-Angels-Mitglied verurteilt.
Auch die Mitglieder der Hells Angels werden zunehmend zu Opfern von gewalttätigen Auseinandersetzungen, so zum Beispiel 2008 bei Überfällen von Mitgliedern des Bandidos-MC auf Hells-Angels-Mitglieder in Berlin oder bei Schüssen auf ein Hells-Angels-Mitglied in Cottbus. 2009 fand ein Verfahren vor dem Amtsgericht Kiel statt, in dem ein Mitglied der „rechten Szene“ wegen einer Messerattacke auf ein Mitglied der Hells Angels angeklagt war, in dessen Umfeld es wiederholt zu gefährlichen Übergriffen kam.
In der Nacht vom 31. Oktober auf den 1. November 2009 kam es in Duisburg zu einer Auseinandersetzung zwischen den Mitgliedern der verfeindeten Gruppen. Das Klubhaus der Bandidos in Duisburg wurde gestürmt und von außen beschädigt, in Solingen wurden Schüsse auf den Wohnsitz von einigen Mitgliedern des Charter Midland abgegeben, eine Handgranate wurde gegen das Gebäude geschleudert, explodierte aber nicht und wurde von der Polizei kontrolliert gesprengt.
Vor dem Landgericht Kaiserslautern wurden am 4. Mai 2010 zwei Mitglieder der Hells Angels zu Haftstrafen von siebeneinhalb Jahren wegen Körperverletzung mit Todesfolge bzw. zu vier Jahren wegen Beihilfe dazu verurteilt. Im Verfahren ging es um die Tötung des Präsidenten des Charters Donnersberg des Outlaws MC im Juni 2009 durch mehrere Messerstiche. Ausgeführt wurden diese, so die Überzeugung des Gerichts, von einem weiteren Hells-Angels-Mitglied, das nach wie vor flüchtig ist.
Im Rahmen von Ermittlungen wegen Auseinandersetzungen im Rotlichtmilieu wurde bei einer Hausdurchsuchung am 17. März 2010 ein rheinland-pfälzischer SEK-Beamter von einem Mitglied der Hells Angels durch eine geschlossene Wohnungstür angeschossen. Der Beamte erlag kurze Zeit später seinen Verletzungen, der Rocker wurde wegen Putativnotwehr vom Bundesgerichtshof freigesprochen.
Am 16. Mai 2011 wurde der ehemalige Präsident des Berliner Hells Angels Charters „Nomads“, Holger „Hokko“ Bossen, auf seinem Grundstück in Altlandsberg bei Berlin von Unbekannten überfallen und mit Messerstichen lebensgefährlich verletzt. Bossen verweigerte jegliche Kooperation mit der Polizei. Neben rivalisierenden Motorrad-Clubs, wie zum Beispiel den Bandidos oder deren Supporter-Clubs, kamen auch Hells Angels als naheliegende Tatverdächtige in Frage, da Bossen im Jahr 2009 von den Hells Angels ausgeschlossen worden war, weil er Gelder aus der Clubkasse veruntreut haben soll. Er war somit „out in bad standing“ (Freiwild) nach den Regeln der Hells Angels.
Am 10. Juni 2012 kam es erneut zu einem Mordanschlag auf einen ehemaligen Präsidenten des Berliner Hells Angels Charters „Nomads“, den 47-jährigen André Sommer. Sommer wurde vor seinem Lokal, dem „Germanenhof“ in Berlin-Hohenschönhausen, von sechs Kugeln getroffen und lebensgefährlich verletzt. Sommer gilt als langjähriger Freund des wohl einflussreichsten deutschen Hells Angels, des Hannoveraners Frank Hanebuth, Präsident des Charters Hannover.

#### Rivalität mit den Bandidos
Häufig gibt es Auseinandersetzungen der Hells Angels mit den Bandidos. Die Presse spricht in diesem Zusammenhang oft von einem „Rockerkrieg“.
Im ersten Halbjahr 2008 wurde vor dem Landgericht Münster ein Prozess gegen Mitglieder der Bandidos geführt, weil sie in Ibbenbüren ein Mitglied der Hells Angels erschossen haben sollten. Wegen der bekannten Feindschaft zwischen beiden Gruppen gab es am ersten Verhandlungstag ein Großaufgebot der Polizei mit Personenkontrollen. Nach dem ersten Verhandlungstag kam es zu einer Schlägerei zwischen ca. 40 Mitgliedern beider Gruppen. Am 10. Juni 2008 wurde das Urteil am Landgericht Münster bekanntgegeben. Das Urteil lautete für beide Angeklagten auf eine lebenslange Haftstrafe wegen gemeinschaftlichen heimtückischen Mordes. Die Richter sahen die Täterschaft der beiden Angeklagten angesichts der vorliegenden Indizien als erwiesen an. Die Verteidigung hatte Freispruch gefordert. Die Polizei sicherte die Urteilsverkündung mit ca. 1000 Polizeibeamten.
Zu Pfingsten 2010 wurde auf einer öffentlichen Pressekonferenz in Hannover von den beiden rivalisierenden Clubs festgelegt, dass von nun an eine Koexistenz möglich sein und der Streit beigelegt werden soll. Die Gewerkschaft der Polizei sowie Politiker auf Bundesebene halten diese Aussagen für eine Taktik, um kriminelle Machenschaften zu überblenden und von weiteren kriminellen Handlungen, wie Menschen- und Drogenhandel, abzulenken.
Die Flaßhofstraße in Oberhausen war zwischen den Bandidos und den Hells Angels 2013 umkämpft. Der Präsident der Oberhausener Hells Angels, zuvor Chef eines früheren Chapters der Bandidos, war 2013 Pächter von acht der 16 Häuser an der Flaßhofstraße; der Kampf um die Vorherrschaft wurde mit Schlägereien und Schießereien ausgetragen.

#### Verbote von deutschen Chartern
- Charter Hamburg: seit 1983[51]
- Charter Düsseldorf: seit 2001[52]
- Charter Flensburg: seit 29. April 2010[53]
- Charter Borderland (Pforzheim): seit 10. Juni 2011[54]
- Charter Frankfurt: seit 30. September 2011[55]
- Charter Westend: seit 30. September 2011[55]
- Charter Kiel: seit 31. Januar 2012
- Charter Köln: seit 3. Mai 2012[56]
- Charter Berlin City: seit 24. Mai 2012[57]
- Charter Bremen: seit 5. Juni 2013[58]
- Charter Göttingen: seit 24. Oktober 2014[59]

## Drag Racing

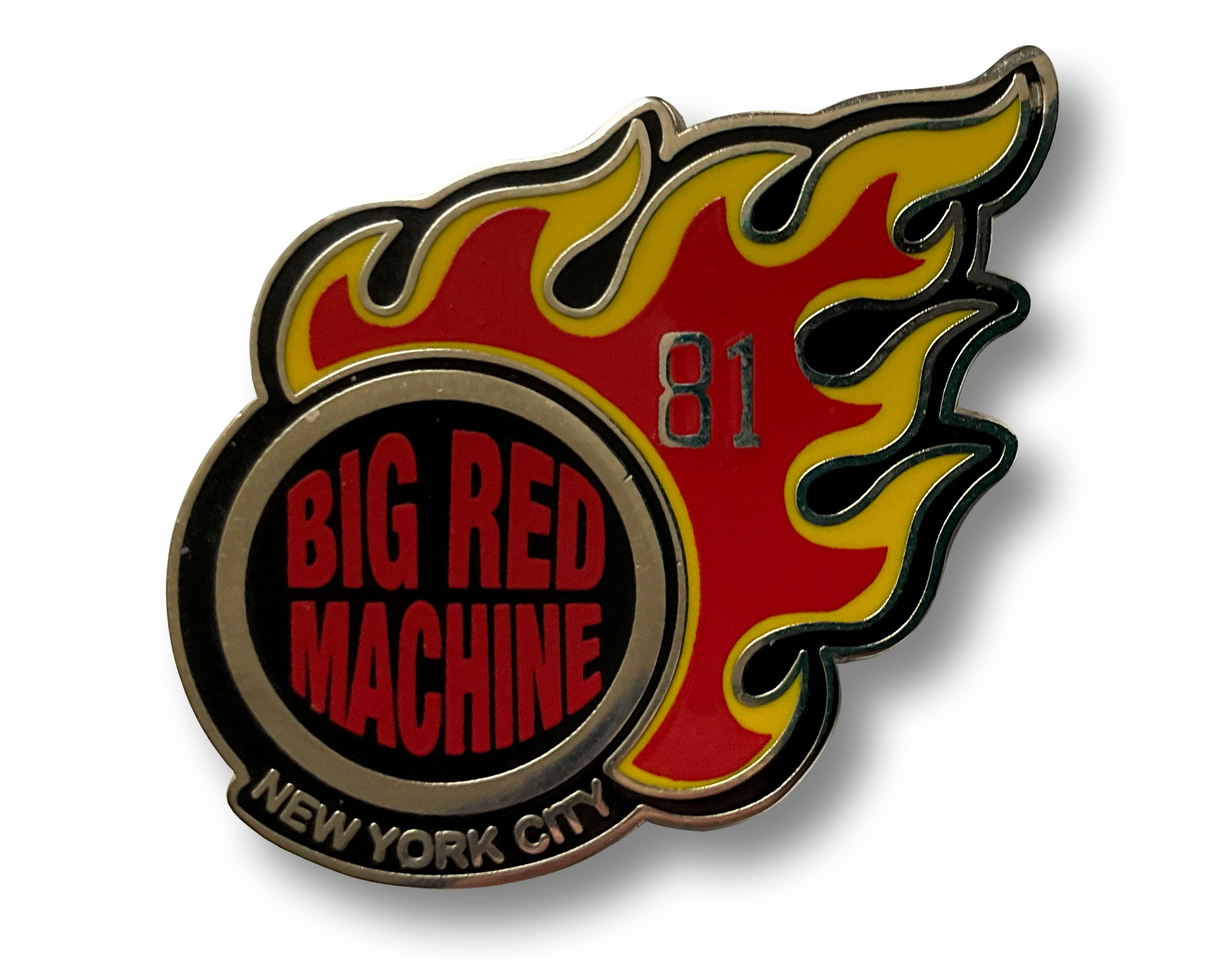
Souvenir-Pin des Drag Racing Teams der HA-NYC (ca.1989)

Die Members des Clubs waren sehr früh im Bereich Bike-Drag-Racing aktiv. Die einzelnen Charter traten zwar autonom und in Eigenregie an, benutzten aber fast immer den Begriff „Big Red Machine“, manchmal um das Wort „Racing“ erweitert. Vereinzelt findet man auch die Bezeichnung „HAMC-DR-TEAM“.
Gemäß ihrem Selbstverständnis kommen nur V2-Motoren (meist auf Harley-Davidson-Basis) zum Einsatz.
Ab Ende der 1980er-Jahre waren die Teams auch in Europa erfolgreich vertreten. Der Österreicher Werner „Krüsi“ Sohm und der Niederländer Willem Been waren hier die Protagonisten.

## Filme
Filme mit den oder über die Hells Angels.
- 1966: Die wilden Engel (The Wild Angels) – USA; Darsteller: Peter Fonda, Nancy Sinatra
- 1967: Hell’s Angels on Wheels – USA; Darsteller: Adam Roarke, Jack Nicholson, Oakland Hell’s Angels
- 1969: Gimme Shelter – USA; Darsteller: Rolling Stones, Ike und Tina Turner, Jefferson Airplane, Meredith Hunter, Oakland Hell’s Angels
- 1969: Hell’s Angels ’70 – USA; Darsteller: Tom Stern, Jeremy Slate, Ralph „Sonny“ Barger, Terry The Tramp, The Oakland Hell’s Angels
- 1971: Rocker – Deutschland; Regie: Klaus Lemke; Darsteller: Laien vom Hamburger Kiez, u. a. Mitglieder des damaligen Hamburger Motorrad-Clubs Bloody Devils (aus dem sich dann später das – inzwischen verbotene – Charter Hamburg der Hells Angels entwickelte)
- 1983: Hells Angels Forever. The True Story of an American Phenomenon – USA; Darsteller: Sandy Alexander, Ray Archuleta, Ralph „Sonny“ Barger, Bo Diddley, Jerry Garcia, Willie Nelson
- 2011: Hells Angels vs. Bandidos – Der Rockerkrieg – Frankreich; Dokumentarfilm über die beiden Motorradclubs und ihre weltweiten Auseinandersetzungen
- 2011: 81 – The Other World: The World of Hells Angels – Deutschland; Dokumentarfilm mit Frank Hanebuth und Ben Becker
- Adrian Winkler: Tino – Frozen Angel. Xenix Film, Schweiz 2014. (Filmkritik und Trailer)
- 2014: Ein Hells Angel unter Brüdern – Deutschland; Dokumentarfilm von Marcel Wehn

## Musik
Lieder, in denen die Hells Angels erwähnt werden.
- 1967: San Franciscan Nights – USA; Interpreten: Eric Burdon & The Animals
- 1968: Frank Mills – USA; aus dem Musical Hair
- 1971: American Pie – USA; Interpret: Don McLean
- 1971: Ezy Ryder – USA; Interpret: Jimi Hendrix
- 2001: Hell’s Angels® – Deutschland, Interpret: Ben Becker & the Zero Tolerance Band
- 2004: Forever Angel – Deutschland; Interpreten: Band Axel Rudi Pell